# 丽江蓟
丽江蓟（学名：Cirsium lidjiangense）为菊科蓟属的植物，是中国的特有植物。分布在中国大陆的云南等地，多生长于草甸，目前尚未由人工引种栽培。